# Joe Lando
 (novembre 2021).
Joseph John Lando, né le 9 décembre 1961 à Prairie View, dans l'Illinois, est un acteur américain.

## Biographie
Arrivé de son Chicago natal à Los Angeles, il a suivi des cours de théâtre tout en travaillant comme pizzaiolo dans un restaurant d'Hollywood. 
Il a enchaîné quelques petits rôles jusqu'au jour où sa notoriété s'installa aux États-Unis grâce au soap opera  On ne vit qu'une fois avec son rôle de Jake Harrison qui le révéla au grand public. 
Il incarne ensuite le personnage de Byron Sully dans la série Docteur Quinn, femme médecin. Sportif et amoureux des grands espaces, il savoure pleinement les années de tournage en extérieur. Il acquiert une célébrité internationale grâce à ce rôle.
Il a travaillé pour des séries comme Haine et Passion, Summerland, Melrose Place, NCIS : Enquêtes spéciales ou encore Cœurs rebelles, série dont il fut producteur exécutif et pour laquelle il partit s'installer au Canada.
Actuellement, il vit à Los Angeles ; il tourne au gré de ses envies et se consacre à des sujets qui lui plaisent comme la famille, l'enfance, la nature.
Dans la plupart de ses rôles, il est doublé en français par Maurice Decoster.

## Vie privée
Joe Lando s'est marié le 24 mai 1997. Il vit avec sa femme Kirsten et leurs 4 enfants : Jack Neville (né le 3 juin 1998), Christian Antonio (né le 7 juillet 2001), Kate Elisabeth (née le 3 avril 2003) et William Joseph (né le 20 juillet 2007).

## Filmographie

### Cinéma
- 1986 : Star Trek 4 : Retour sur Terre (Star Trek : The Voyage Home) : Un agent de police
- 1990 : Je t'aime à te tuer (I Love You to Death) : Le livreur de pizza
- 1996 : Seeds of Doubt : Raymond Crawford
- 1998 : Blindness : Patrick
- 2000 : The Adventures of Cinderella's Daughter : Roi Gregory
- 2010 : Spotlight : Cal Johnson
- 2011 : End of the Innocents : Theo Pearce
- 2013 : Born Wild : Will Brooks
- 2016 : Spotlight 2 : Cal Johnson
- 2017 : Sniper: Ultimate Kill : Special Agent John Samson
- 2019 : The Untold Story : Danny
- 2020 : Friendsgiving de Nicol Paone : Handsome Man

### Télévision

#### Séries
- 1990 - 1992 : On ne vit qu'une fois (One Life to Live) : Jake Harrison
- 1993 : Haine et Passion (The Guilding Light) : Macauley West
- 1993 - 1998 : Docteur Quinn, femme médecin (Dr. Quinn, Medicine Woman) : Byron Sully
- 1995 : Une nounou d'enfer (The Nanny) : Lui-même (saison 3, épisode 11)
- 1998 : JAG : Christopher Ragle (saison 4, épisodes 8 et 9)
- 2000 : Cœurs rebelles (Higher Ground) : Peter Scarbrow (22 épisodes)
- 2004 : Summerland : Tyler James Obregon (saison 1, épisode 11)
- 2005 : Missing : Disparus sans laisser de trace (1-800-Missing) : Tobias Burke (saison 2, épisode 15)
- 2005 - 2006 : Wildfire : Peter Ritter (7 épisodes)
- 2010 : NCIS : Enquêtes spéciales : Lieutenant Rob Clarke (saison 7, épisode 12)
- 2010 : Melrose Place : Nouvelle Génération : Mr. McKellan (saison 1, épisodes 16 et 18)
- 2010 - 2011 : The Bay : Lee Nelson (saison 1, épisodes 10 et 16)
- 2012 : The Secret Circle : John Blackwell (8 épisodes)
- 2014 : Hit the Floor : Détective Ray Harris (saison 2, épisodes 11 et 12)
- 2018  : Amour, Gloire et Beauté (The Bold and the Beautiful) : Juge Craig McMullen (13 épisodes)

#### Téléfilms
- 1994 : Le lit du diable (Shadows of Desire) : Sonny Snow
- 1996 : Les Mutants (Alien Nation: The Enemy Within) : Rick Shaw
- 1997 : Cavale sans retour (Any Place But Home) : Lucas Dempsey
- 1998 : Onde de choc (No Code of Conduct) : Willdog
- 1999 : Docteur Quinn, femme médecin : Une famille déchirée (Dr. Quinn: Medicine Woman) : Byron Sully
- 2001 : Docteur Quinn, femme médecin : Dame de cœur (Dr. Quinn, Medicine Woman: The Heart Within ) : Byron Sully
- 2002 : Croisière à haut risque (Counterstrike) : Agent Vince Kellogg
- 2003 : Cyclones (Devil Winds) : Peter Jansen
- 2003 : La grande inondation (Killer Flood: The Day the Dam Broke) : David Arthur Powell
- 2004 : Flammes sur la ville (Combustion) : Scott Daniels
- 2005 : Bloodsuckers (Vampire Wars: Battle for the Universe) : Churchill
- 2006 : Ma Fille en danger (Engaged to Kill) : Robert Lord
- 2006 : Schockwave (A.I. Assault) : Maire Richard Tunney
- 2010 : Meteor Apocalypse : David Dematti
- 2011 : Perfectly Prudence : Jack Jameson
- 2012 : Trafic de femmes (Layover) : Elliot
- 2015 : Alerte Météore (Earthfall) : Steven Lannon
- 2016 : Croire en ses rêves (Casa Vita) : Cliff Lindstrom
- 2020 : Un Noël féerique à Solvang (A Very Charming Christmas Town) : Darren Larsen
- 2022 : Une nouvelle étincelle pour Noël (A Christmas Spark) : Hank Marshall

## Voix françaises
En France, Maurice Decoster est la voix régulière de Joe Lando.